# Куршаки (Кировская область)
Куршаки — опустевшая деревня в Кикнурском районе Кировской области.

## География
Находится на расстоянии примерно 17 км по прямой на юг от райцентра поселка  Кикнур.

## История
Была известна с 1873 года как починок Куршаковский, в котором отмечено дворов 10 и жителей 95, в 1905 39 и 297, в 1926 (уже деревня Куршаково) 62 и 365, в 1950 66 и 228, в 1989 проживало 58 жителей . В период 2006-2014 годов входила в Шаптинское сельское поселение. С 2014 по январь 2020 года входила в Кикнурское сельское поселение до его упразднения. 

## Население
Постоянное население  составляло 21 человек (русские 95%) в 2002 году, 0 в 2010.